# Trichiurus russelli
Trichiurus russelli är en fiskart som beskrevs av A.K. Dutt och Thankam, 1967. Trichiurus russelli ingår i släktet Trichiurus och familjen Trichiuridae. Inga underarter finns listade i Catalogue of Life.